# Relave

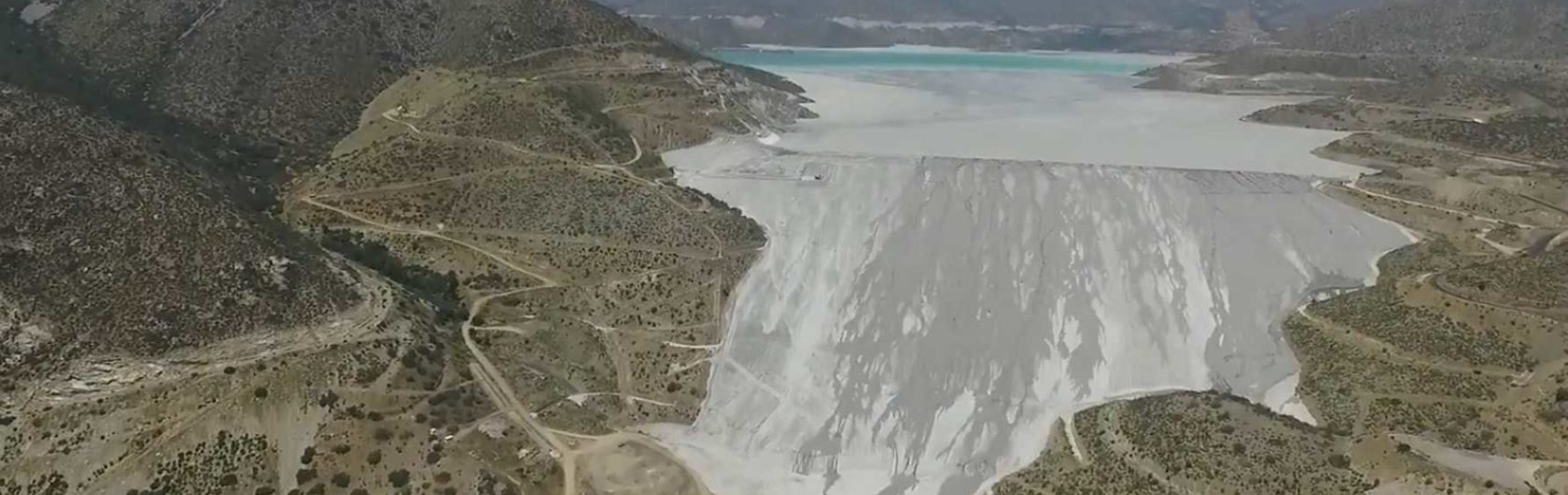
Vista aérea Tranque El Mauro, minera Los Pelambres en Chile

El relave  es un conjunto de desechos de procesos mineros de la concentración de minerales, usualmente constituido por una mezcla de rocas molidas, agua y minerales de ganga. A diferencia de los desmontes los relaves provienen de los establecimientos de beneficio y no directamente de la mina.
Los relaves contienen elementos extraídos del medio ambiente y que son transportados y almacenados en «tranques o depósitos de relaves», donde los elementos se van decantando lentamente en el fondo y el agua es recuperada mayoritariamente, y otra parte se evapora. El material queda dispuesto como un depósito estratificado de materiales sólidos finos. El manejo de relaves es una operación clave en la recuperación de agua y para evitar filtraciones hacia el suelo y napas subterráneas, ya que su almacenamiento es la única opción.
Dado que el costo de manejar este material es alto, las compañías mineras intentan localizar los "tranques o depósitos de relaves" lo más cerca posible a la planta de procesamiento de minerales, minimizando costos de transporte y reutilizando el agua contenida. Algunas empresas de minería están dedicando esfuerzos a la reutilización de estos residuos de los tranques de relaves para reducir su impacto medioambiental y generar nuevas fuentes de ingresos.

## Tipos de relave
El tipo de relave varía según la cantidad del pico que acompaña al relave (es decir, la densidad del relave), y según la forma de contener el depósito. El Servicio Nacional de Geología y Minería de Chile define los tipos de relaves en las siguientes forma:
Tranque de RelaveDepósito en el cual el muro es construido por la fracción más gruesa del relave, compactado, proveniente de un hidrociclón (operación que separa sólidos gruesos de sólidos más finos, mediante impulsión por flujo de agua). La parte fina, denominada lama, se deposita en la cubeta del depósito.
Embalse de relaveEs aquel depósito donde el muro de contención está construido de material de empréstito (tierra y rocas aledañas) y se encuentra impermeabilizado en el coronamiento y en su talud interno. También se llaman embalses de relaves aquellos depósitos ubicados en alguna depresión del terreno en que no se requiere construcción de un muro de contención.
Relave EspesadoDepósitos en el que la superficie es previamente sometida a un proceso de sedimentación, en equipo denominado Espesador, que favorece la sedimentación de los sólidos (de manera similar a la limpieza de agua de ríos para hacer agua potable), con el objetivo de retirar parte importante del agua contenida, la que puede ser re-utilizada para reducir el consumo hídrico de fuentes de agua limpia. El depósito de relave espesado se construye de forma tal que impida que el relave fluya a otras áreas distintas a las del sitio autorizado, y contar con un sistema de piscinas de recuperación de agua remanente que pudiese fluir fuera del depósito.
Relave FiltradoEs similar al espesado. Se trata de un depósito en que el material contiene aún menos agua, gracias al proceso de filtrado, para asegurar así una humedad menor a 20%. Esta filtración es también similar a la utilizada en Agua Potable.
Relave en pastaCorresponden a una mezcla de agua con sólido, que contiene abundante partículas finas y bajo contenido de agua, de modo que la mezcla tenga una consistencia espesa, similar a una pulpa de alta densidad.
Otros tiposExisten otros tipos de depósitos de relaves, como por ejemplo los depósitos en minas subterráneas, en rajos abandonados, entre otros.

## Partes de un relave

Partes de un depósito de relave.

1. Muro: la represa que contiene el derrame de residuos sólidos.
2. Cubeta: el volumen disponible contenido por la represa. Incluye tanto el material sólido como el agua que viene con él y que finalmente, tras la sedimentación ocupará la parte superior de la cubeta.
3. Laguna de aguas claras: laguna de clarificación en la cubeta, una vez que los sólidos sedimentan a las capas inferiores, el agua forma esta laguna de aguas claras debido a la sedimentación de las partículas finas.
4. Sistema de drenaje: Sistema de evacuación del agua desde el interior de la cubeta, con el objetivo de deprimir al máximo el nivel freático en el interior del cuerpo del muro.
5. Revancha: Es la diferencia menor, en cota, entre la línea de coronamiento del muro de contención y la superficie inmediatamente vecina de la fracción lamosa o de la superficie del agua, que se produce en los tranques y embalses de relaves.
6. Coronamiento: Es la parte superior del prisma resistente o muro de contención, muy cercano a la horizontal.
7. Canal de contorno: Canal de desvío de las aguas de la cuenca hidrográfica para captar y desvíar las escorrentías superficiales, impidiendo el ingreso a la cubeta del depósito de relaves.
8. Playa activa: Zona donde se descargan los relaves en la cubeta, se le denomina playa porque usualmente esta seca en la superficie y se asemeja a una playa de arenas finas. Es la parte del depósito de relaves o lamas situada en las cercanías de la línea de vaciado.